# Kagbeni

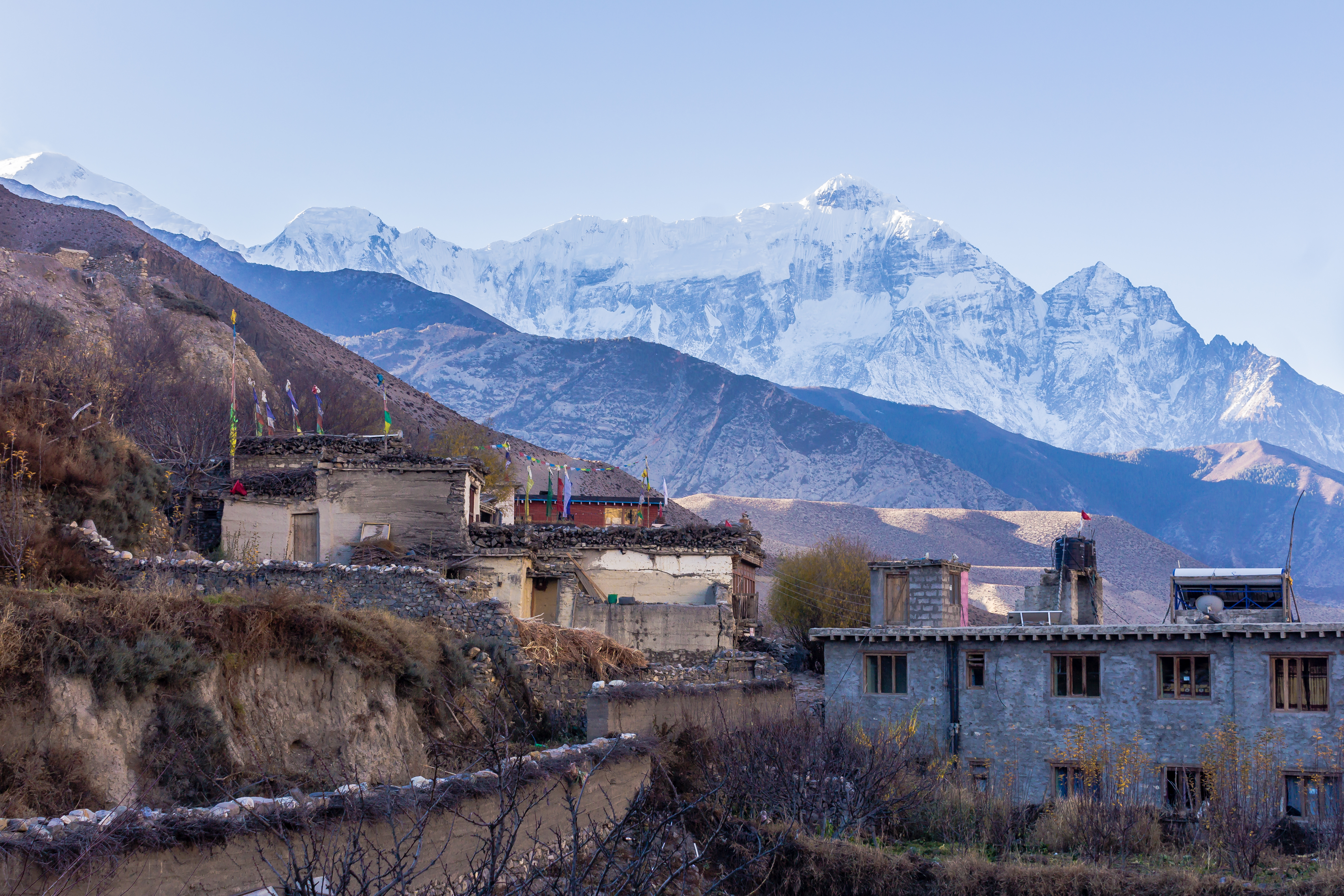
Paysage du comité de développement villageois népalais de Kagbeni, avec le Nilgiri en arrière-plan.

Kagbeni (en népalais : कागबेनी) est un comité de développement villageois du Népal situé dans la zone de Dhawalagiri dans le district de Mustang. Au recensement de 2011, il comptait 937 habitants.
Ce comité de développement villageois est constitué des villages suivants :
- Dhagarjung (3 220 m) ;
- Ekle Bhatti (2 780 m) ;
- Ili (2 830 m) ;
- Kagbeni (2 830 m) ;
- Lembibuk (2 950 m) ;
- Panda (2 780 m) ;
- Pangling (2 909 m) ;
- Phalyak (3 140 m) ;
- Sangta (3 770 m) ;
- Tirigaun (2 860 m).

## Culture et tourisme

### Ekle Bhatti (2 780m)
Ekle Bhatti (littéralement « Une seule auberge ») est un petit village qui se situe à mi-chemin entre Jomsom et le village de Kagbeni dans la gorge de la Kali Gandaki. Juste à côté d'Ekle Bhatti, un pont suspendu pour piétons d'environ 100 m de long traverse la Kali Gandaki. Il permet de rejoindre la localité de Dhagarjung. Les vues de ce pont, sur le sommet du Nilgiri Nord d'un côté et sur les falaises surplombant Kagbeni dans la gorge de la Kali Gandaki de l'autre, sont impressionnantes.

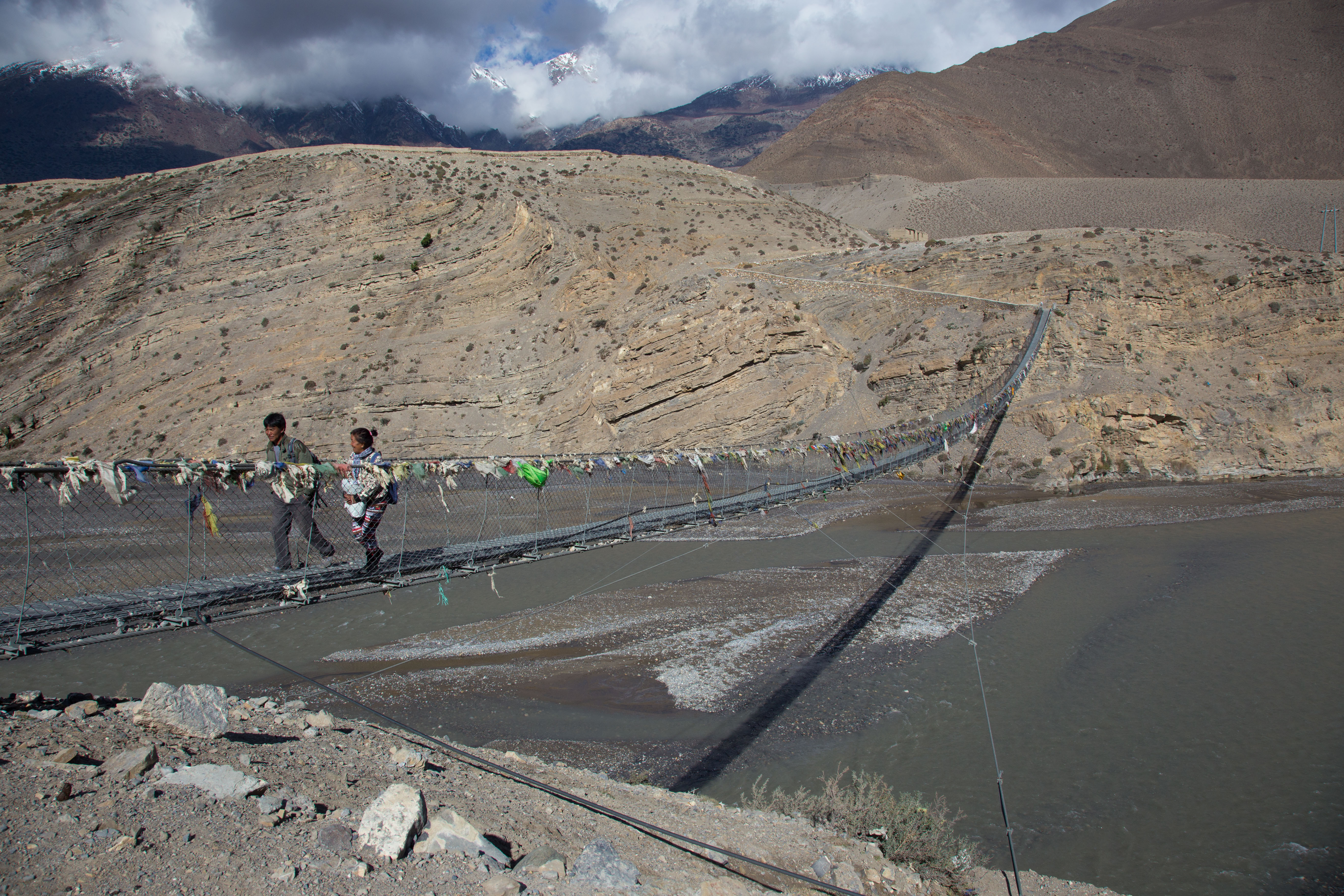
Le pont suspendu au-dessus de la Kali Gandaki.
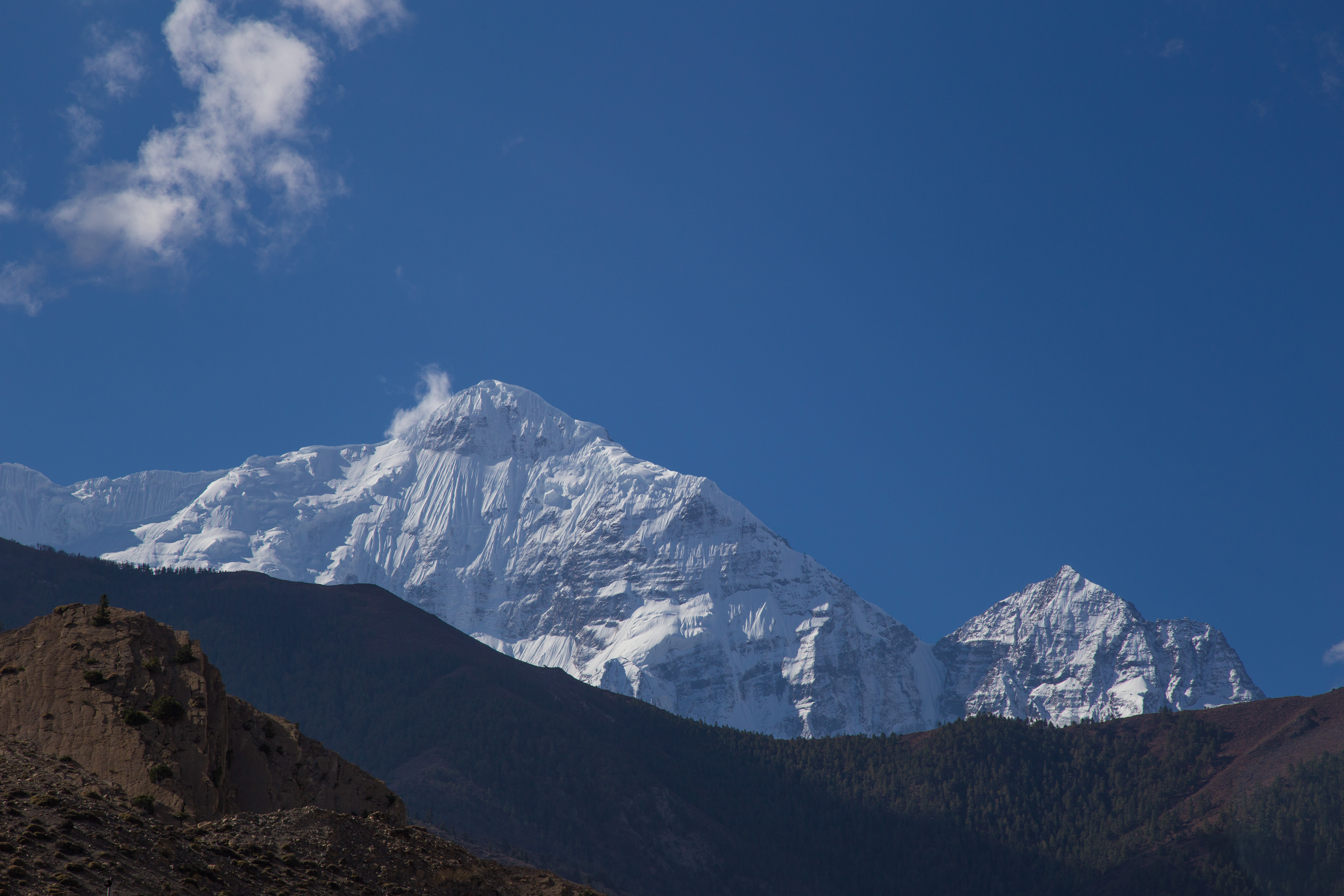
Vue sur le Nilgiri Nord depuis le pont.
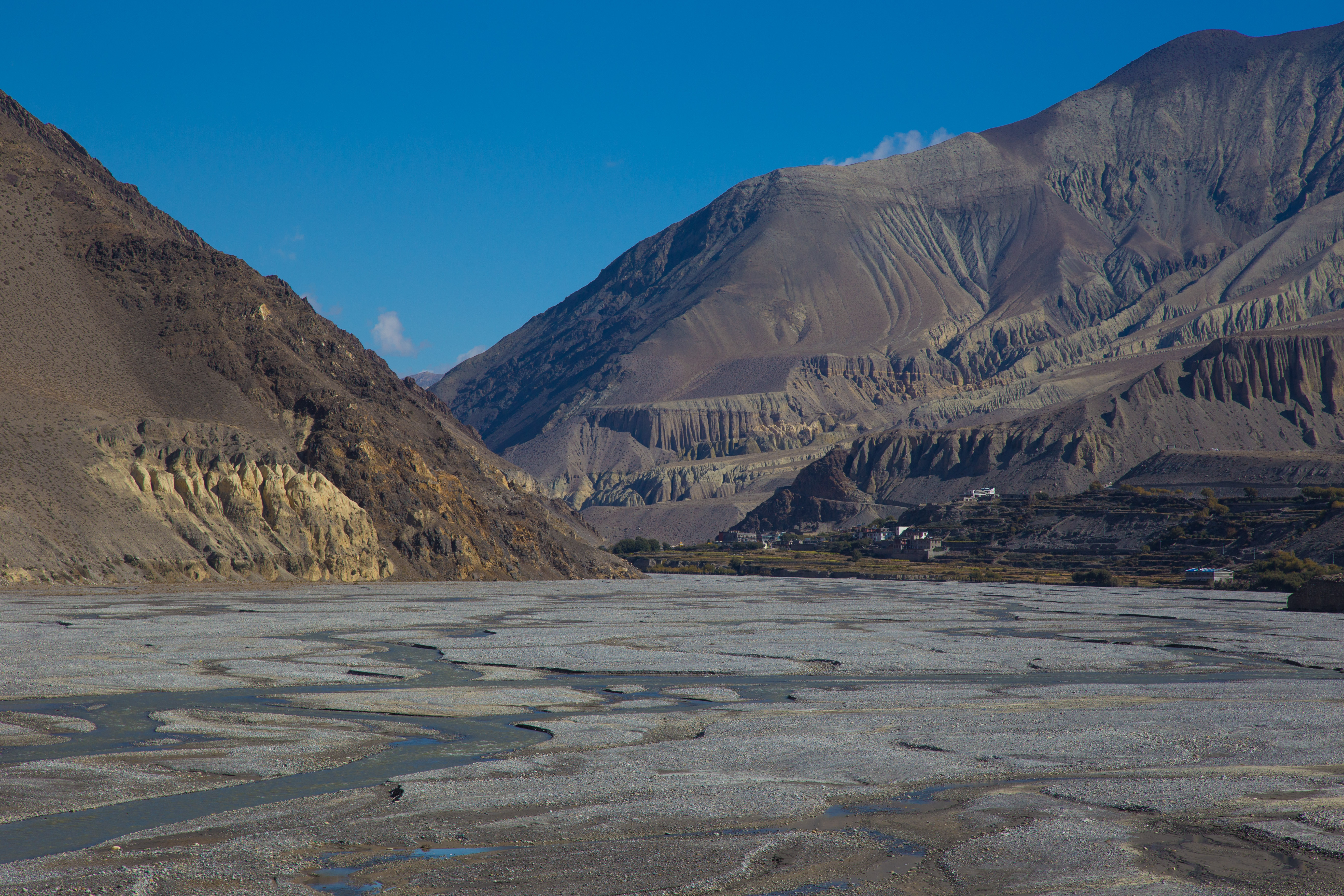
Vue sur Kagbeni depuis le pont.

A noter qu'il existe d'autres villages homonyme au Népal, tel que dans le massif du Manaslu à proximité de l'entrée de la vallée de Tsum qui mène au Ganesh Himal.

### Kagbeni (2 830m)
Kagbeni est le village principal du comité de développement villageois de même nom. Il est situé à la confluence de la Kali Gandaki et de la Jhong Khola.
Le trek du Haut Mustang qui relie Jomosom à Lo Mantang, ancienne capitale du Royaume de Lo, passe par Kagbeni qui est souvent considéré comme la porte officielle d'entrée dans le Haut Mustang puisqu'il faut avoir obtenu le permis de trekking spécial Mustang pour suivre la gorge de la Kali Gandaki au-delà et atteindre le village de Tangbe après environ trois heures de marche.
Le Tour des Annapurnas, trek le plus populaire au Népal, passe également par Kagbeni : il faut dans ce cas prendre la direction de Muktinath en suivant la gorge de la Jhong Khola.
L'attraction touristique principale est le monastère « Kag Chode Thupten Samphel Ling », qui a été fondé par le maître tibétain Tenpa Gyaltsen de l'école Sakyapa en 1429.

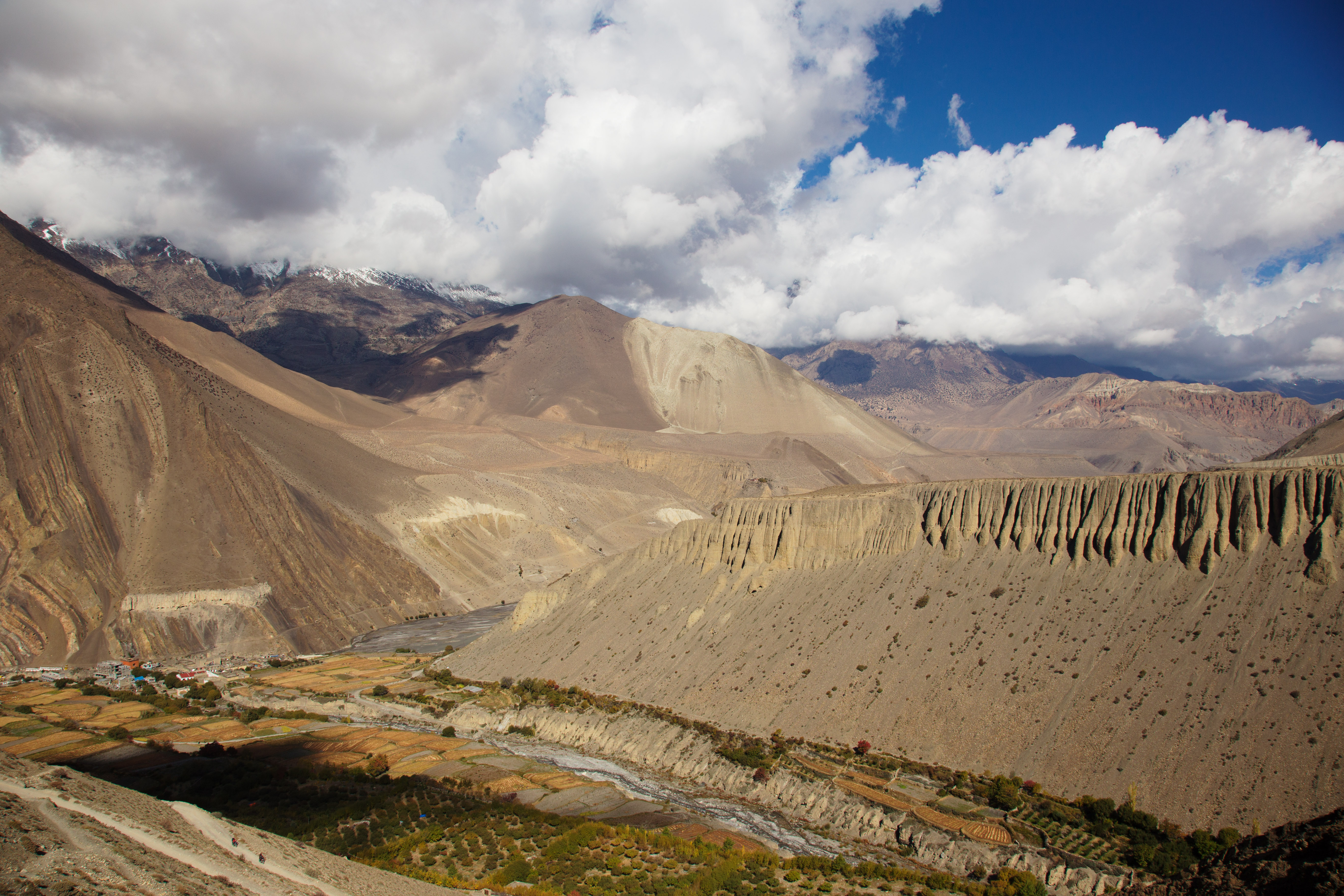
Confluence de la Kali Gandaki et de la Jhong Khola.
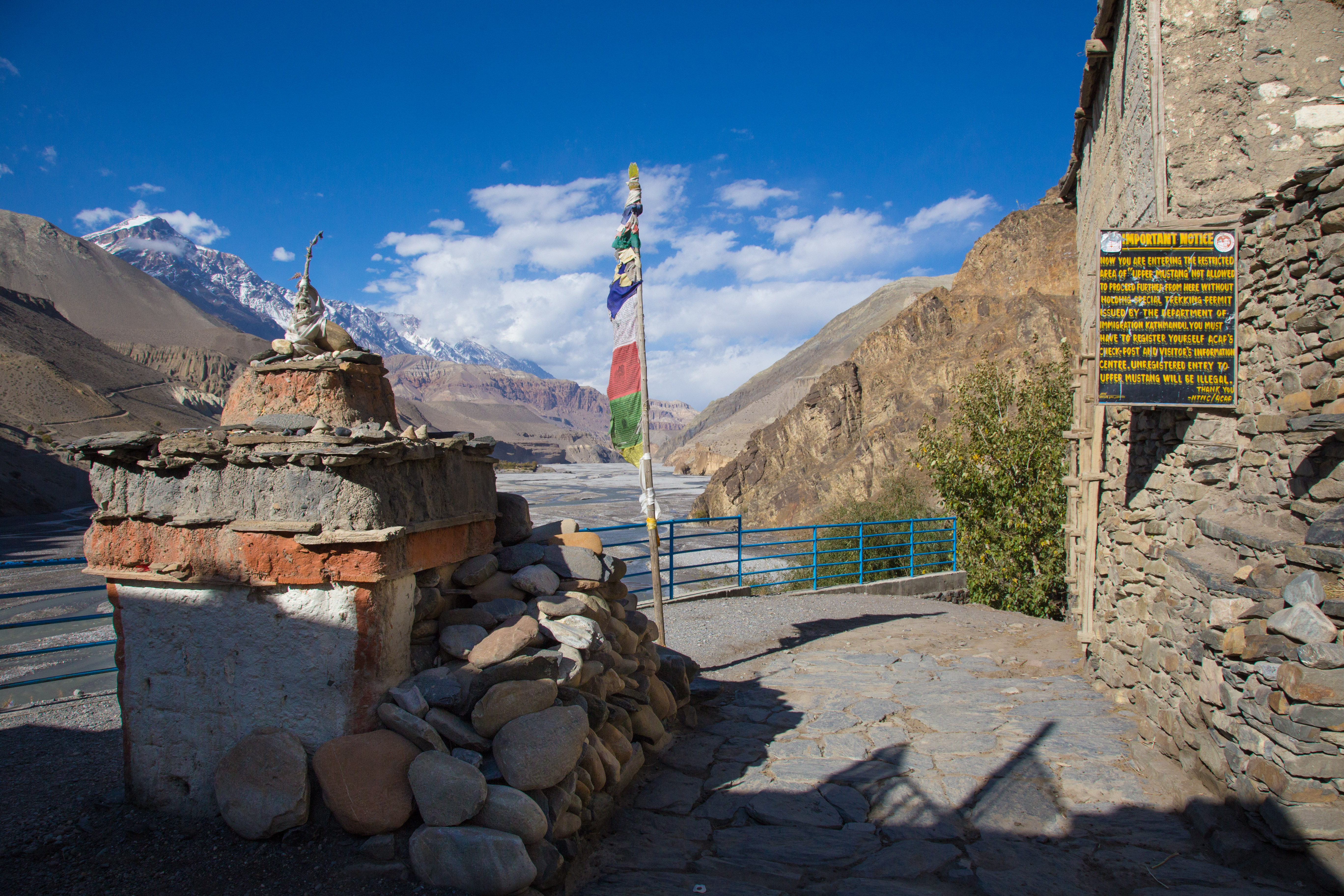
Le « checkpoint » pour entrer dans le Haut Mustang.
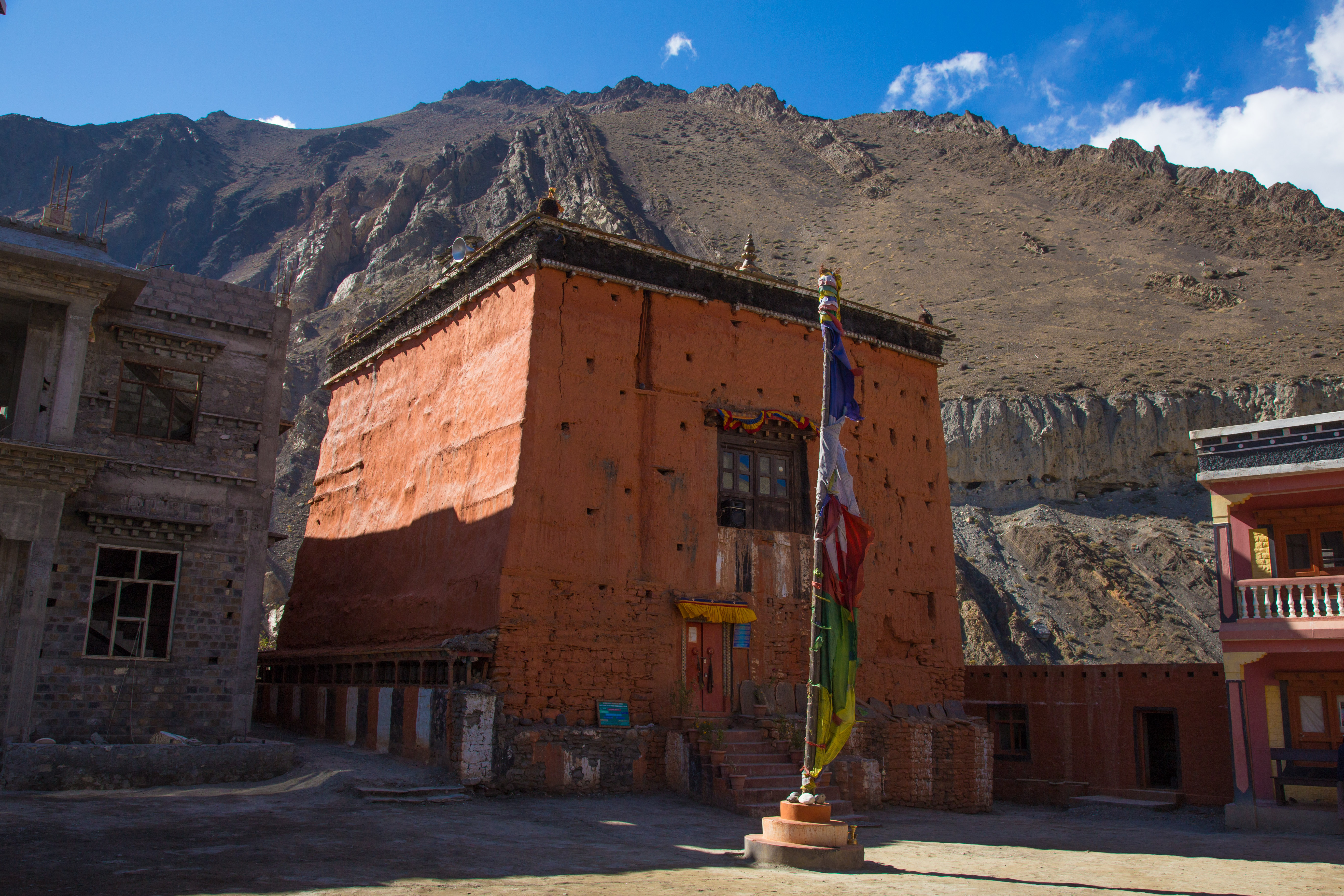
Le monastère de Kagbeni.
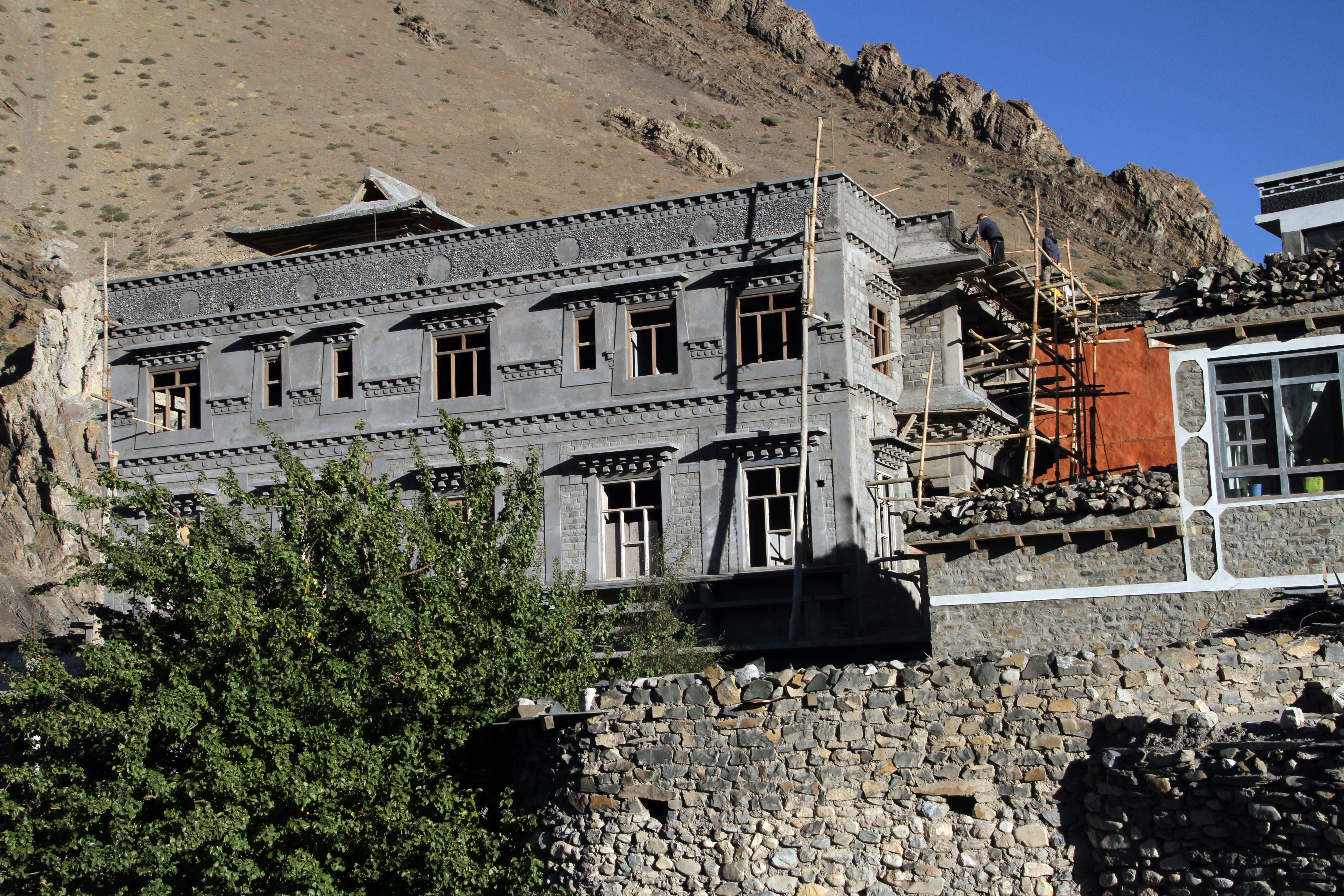
Nouveau monastère de Kagbeni.
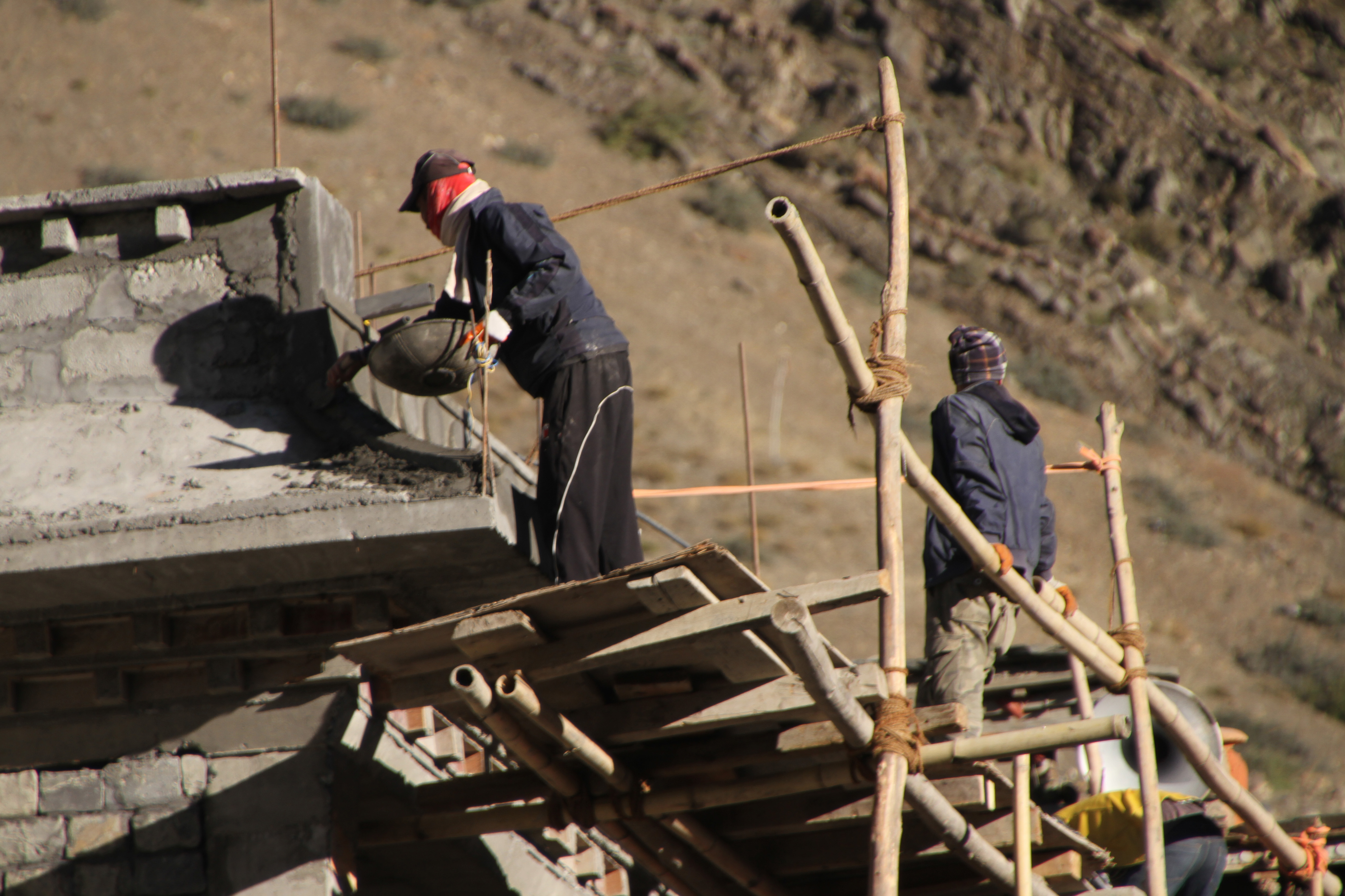
Travaux de construction du nouveau monastère
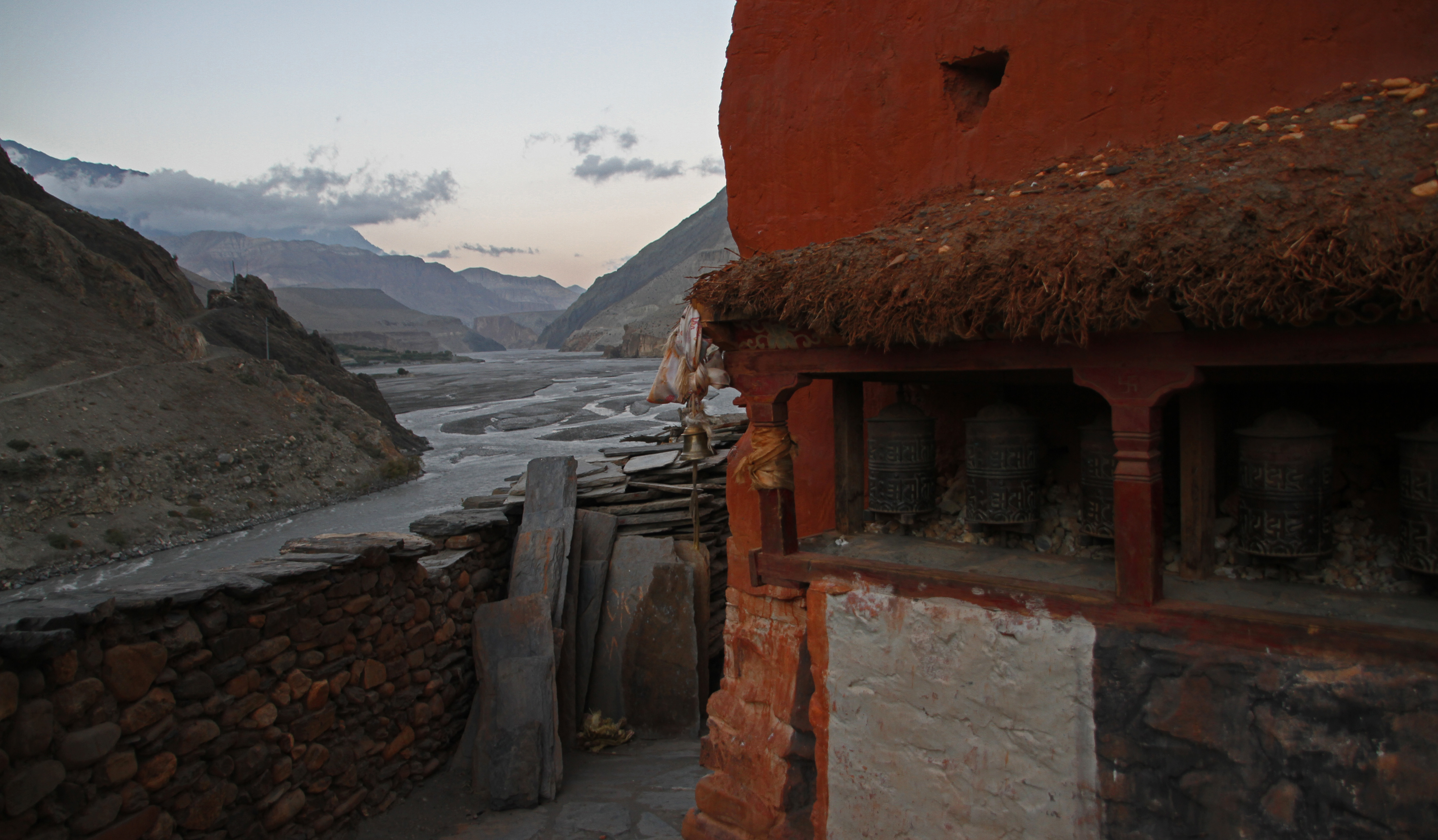
Prospect pour Kali Gandaki